# Ready for You
Ready For You (englisch: Bereit für dich) ist ein NDW-Song der deutschen Band Trio aus dem Jahr 1985. Das Stück war die zweite Single-Auskopplung aus ihrem Album Whats the Password.

## Hintergrund
Das Lied geht auf das bis dahin unveröffentlichte Stück Oder doch – Wird so schlimm nicht sein von Trio zurück. Dieses Lied war schon seit 1981 fester Bestandteil in Trios Live-Repertoire, war aber weder auf ihrem ersten noch auf ihrem zweiten Album Bye Bye vertreten. Grund dafür dürfte der ausgesprochen sexualisierte Inhalt des Liedes gewesen sein. Textauszug: „Mach die Beine breit und lass mich rein, es soll dein Schaden nicht sein. Nimm ihn in den Mund bis in den Schlund …“
Stephan Remmler und Kralle Krawinkel überarbeiteten diesen Song gründlich, veränderten das Arrangement und verfassten einen neuen Text. Der neue Text ist nunmehr in englischer Sprache verfasst, allerdings weiterhin anstößig: Ein Mann fordert eine Frau auf, ihn zu Hause zu besuchen, damit „er es ihr besorgen kann.“ An mehreren Stellen im Lied sind Textpassagen durch Einsatz von Pieptönen zensiert worden, sodass der vollständige Text nicht verständlich ist.

## Besetzung
- Gesang: Stephan Remmler
- Gitarren: Kralle Krawinkel
- Keyboards: Andy Richards
- Synclavier: J. J. Jeczalik
- Schlagzeug: Curt Cress

## Aufnahme
Ready for You wurde in drei verschiedenen Studios aufgenommen. Schlagzeug, Keyboard und Synthesizer wurden im Studio der Band Spliff in Berlin aufgenommen. Der Trio-Gitarrist Krawinkel fügte seine Gitarren im Can-Studio in Weilerswist hinzu. Synclavier und Remmlers Gesang entstanden im PUK-Studio in Randers (Dänemark). Der Trio-Schlagzeuger Peter Behrens war weder an der Komposition noch der Produktion des Liedes beteiligt.

## Veröffentlichung
Erstmals erschien Ready for You am 17. September 1985 als Opener auf Trios dritten Studioalbum Whats the Password. Hier ist die über fünfminütige Maxi-Version zu hören. Auf 7″-Single und 12″-Maxi-Single erschien das Lied am 22. Oktober 1985. Die Single-Fassung wurde auf etwa dreieinhalb Minuten gekürzt.
Der etwa ein Monat zuvor erschienene Trio-Spielfilm Drei gegen Drei als auch dessen Titelsong hatten sich als Flop herausgestellt. Um Ready for You von Drei gegen Drei abzugrenzen, verteilte die Plattenfirma an Radiosender ein Promobeiblatt zur Single, in dem dies deutlich zum Ausdruck kommt:

„Die 'Drei gegen Drei'-Single hat als Vorbote vielleicht mehr mit dem Trio-Film als mit der Trio-Musik zu tun gehabt. Jetzt mit 'Ready For You' liegt der Sachverhalt eindeutig anders. […] Ein super Groove und ein tolles Riff werden durch die erlesensten Exemplare neuzeitlicher Elektronikgeräte geschickt, und heraus kommt ein beinhartes, modernes Trio, Jahrgang 85, gut zum Tanzen, mit einem typisch Remmlerschen Erotiktext und einem Gitarrensolo, um Deine Gartenhecke zu zersägen.“

Unter der Regie von Dieter Meier von der Schweizer Band Yello, der schon Regie beim Video zu Da Da Da geführt hatte, entstand das Musikvideo für Ready for You. Es zeigt Remmler, Krawinkel und Behrens als Mitglieder eines männlichen Escortservices. Es erscheint eine junge Kundin, die jedoch eine fratzenartige Maske und einen langen Mantel trägt, worauf keiner der Drei sich ihr anbieten möchte. Die junge Frau gerät in Rage, zieht sich bis auf die Unterwäsche aus und nimmt die Maske vom Gesicht, und es zeigt sich, dass sie sehr attraktiv ist. Im Fernsehen wurde das Musikvideo nicht ausgestrahlt. Es erschien erst 2003 in einer restaurierten Fassung auf der Trio-DVD The Best of Trio.
Trio trat mit Ready for You mehrfach im Fernsehen auf, unter anderem im November 1985 bei Na sowas! oder in der Spielbude. Den Fernsehauftritt in der Spielbude kritisierte Krawinkel in späteren Jahren heftig, da es sich um eine Kindersendung handelte, in der man seiner Ansicht nach keine anstößigen Lieder senden sollte.
Die Urfassung von Ready for You (Oder doch – Wird so schlimm nicht sein) erschien auf den Live-DVDs … und dann kannst du mich von vorne sehen (2012) und Trio live im BeatClub (2016). Ready for You konnte sich in den Musikcharts nicht platzieren.